# Bernardo Barbiellini Amidei
Bernardo Barbiellini Amidei (Roma, 24 gennaio 1896 – Kalibaki, 7 novembre 1940) è stato un politico italiano.
Tenente colonnello di complemento del Regio Esercito, fu decorato con la medaglia d'oro al valor militare alla memoria.

## Biografia
Nacque a Roma figlio del conte Gaspare e Carlotta Gattorno. Con suo fratello Raffaele e sua sorella passò la sua infanzia a Piacenza, dove la sua nonna materna Anna Rosa Gattorno, vedova, aveva fondato le Figlie di Sant'Anna.
Interruppe gli studi universitari del Politecnico e si lasciò coinvolgere dalla politica, inizialmente come nazionalista, successivamente nelle file del Fascismo.
Nel maggio del 1915, all'età di diciotto anni, si arruolò volontario nel Regio Esercito partecipando alla prima guerra mondiale, dove si distinse particolarmente, tanto da concludere il conflitto con il grado di Capitano, decorato con una Medaglia d’argento al valor militare.
L'otto giugno 1920 fu iniziato in Massoneria nella Loggia Cinque ottobre di Tripoli. Sul finire dello stesso anno aderì al fascismo affermandosi, nei mesi successivi, come il capo carismatico dello squadrismo piacentino, vero e proprio braccio armato dell'agraria locale contro i socialisti. Il 15 febbraio 1921 Barbiellini Amidei fondò il periodico La Scure, dalle cui colonne venivano lanciate elogi delle spedizioni squadriste e invettive contro gli oppositori. Le sue azioni non furono solo contro i socialisti, ma anche contro il Partito Popolare Italiano, molto forte e radicato nella provincia piacentina. 
Fu un uomo incendiario e indipendente, espressione della volontà innovatrice propria del fascismo provinciale, per questo appartenente alla schiera dei cosiddetti fascisti dissidenti e spesso detto "socialista in camicia nera" o "asceta folle", un uomo passionalmente portato all'intransigenza nel nome di una venatura operaista e un marcato disprezzo per la classe capitalista.
Amava spesso autodefinirsi come:
(Bernardo Barbiellini Amidei)
Nonostante il processo di normalizzazione avviato da Mussolini, Barbiellini Amidei si mantenne su posizioni anticonformiste, oltranziste e radicali. Non lesinò nemmeno di entrare in aperta polemica con i vertici nazionali del fascismo come nell'ottobre 1923, quando si dimise dai suoi incarichi di partito fino a quando non ebbe rassicurazione da Mussolini sulla realizzazione di alcune opere idrauliche ed alcune infrastrutture. Fu eletto deputato nelle elezioni del 1924.  Ben presto però la sua ascesa iniziò a subire delle dure battute d'arresto. Già nel 1923, all'interno del fascismo piacentino, era sorta una fazione dissidente, chiamata "La Vandea" guidata dal console della MVSN Giuseppe Mosconi, il cui obbiettivo era scalzare Barbiellini Amidei e i suoi uomini, i cosiddetti barbiellinei, dalle posizioni di vertice del partito. Nel settembre 1924 fu denunciato da alcuni ex-combattenti che sostenevano che si fosse auto-insignito di alcune decorazioni militari. Nel mese successivo Barbiellini Amidei fu espulso dalla Federazione Nazionale Arditi d'Italia con le accuse di essere il mandante di un tentato omicidio e di aver simulato un suo ferimento ad opera di oppositori politici. Negli stessi giorni, fu chiamato in causa dal suo luogotenente Antonio Ronchetti, come vero mandante dell'omicidio del fascista dissidente Ercole Lertua, ucciso a bastonate il 7 ottobre 1924 a Roncaglia di Piacenza. In conseguenza fu espulso dal Partito Nazionale Fascista per indisciplina. 
Nel gennaio 1925 Barbiellini Amidei votò la fiducia al governo Mussolini e nell'ottobre successivo fu riammesso al partito. Ricoprì l'incarico di podestà di Piacenza dal gennaio 1927 al 19 giugno 1929, quando fu sospeso da ogni attività dopo una lettera di Augusto Turati. Espulso dal PNF nell'aprile 1930, fu nuovamente riaccolto tra le file fasciste nel giugno 1931, sebbene la sua carriera politica fosse ormai finita.
Deputato alla Camera del Regno, per il PNF ininterrottamente dal 1924 alla morte, per 4 legislature. Durante lo svolgimento del suo incarico di parlamentare ricoprì la funzione di Segretario dell'Ufficio di Presidenza dal 5 marzo al 7 novembre del 1940, e fu autore di quattro progetti di legge.
Nel 1932 sposò la contessa Anna Maria Pullè, originaria di una famiglia veneta, da cui ebbe cinque figli, Rosanna, Gaspare, Guido, Silvia e Carla
Professore nella Facoltà di Scienze Politiche dell'Università di Roma, dopo l'entrata in guerra dell'Italia, avvenuta il 10 giugno 1940, si arruolò come volontario per la campagna di Grecia, partendo per il fronte albanese in forza al 48º Reggimento fanteria, della 23ª Divisione fanteria "Ferrara", con il grado di Tenente Colonnello di complemento.
Il 7 novembre 1940, sui monti dell'Albania, rimase gravemente ferito ad una gamba, e si rinchiuse il moncone da solo utilizzando un filo telefonico, spegnendosi poco dopo per dissanguamento. Per il coraggio dimostrato in questo frangente gli fu conferita la Medaglia d'oro al valor militare alla memoria.
La città di Roma lo ha onorato intitolandogli una via nel quartiere Balduina, zona nord della città.